# Banda dei Quattro

I membri della Banda dei Quattro: in alto, Jiang Qing e Zhang Chunqiao; in basso, Yao Wenyuan e Wang Hongwen

La Banda dei Quattro (四人帮S, sì rén bāngP) fu un gruppo di quattro politici della Repubblica Popolare Cinese che furono arrestati nel 1976, dopo la morte di Mao Zedong, ed in seguito processati e condannati. Accusati di essere membri della banda furono Jiang Qing (江青S), vedova di Mao e sua quarta e ultima moglie, e tre suoi associati, ossia Zhang Chunqiao (張春橋T, 张春桥S), Yao Wenyuan (姚文元S) e Wang Hongwen (王洪文S).
La Banda dei Quattro controllò gli organi di potere del PCC durante le ultime fasi della Rivoluzione Culturale, anche se non è ancora chiaro quali decisioni importanti furono prese da Mao Zedong e attuate dalla Banda, e quali furono invece il risultato della pianificazione della stessa Banda dei Quattro.
Il loro arresto segnò la fine più evidente di quel movimento politico noto come Rivoluzione culturale, iniziato da Mao contro le strutture del Partito Comunista Cinese e in particolare contro dirigenti nazionali come Liu Shaoqi e Deng Xiaoping e dirigenti locali come il sindaco di Pechino Peng Zhen. Ma la loro caduta non equivaleva comunque a un rifiuto della Rivoluzione Culturale in quanto tale; essa fu organizzata dal nuovo leader, il premier Hua Guofeng, e da altri che si erano sollevati durante quel periodo. Un significativo ripudio dell'intero processo di cambiamento arrivò in seguito, con il ritorno di Deng Xiaoping all'XI Congresso Nazionale del Partito Comunista Cinese e la graduale perdita di autorità di Hua.

## Storia
I quattro avevano raggiunto un enorme potere pur senza avere cariche di primissimo piano. Jiang Qing solo dopo il 1966 ebbe degli incarichi politici, in ambito della formulazione delle scelte di politica culturale. Yao Wenyuan e Wang Hongwen avevano avuto un ruolo nell'instaurazione della comune di Shanghai, quando erano stati allontanati i membri del Partito Comunista Cinese dagli incarichi pubblici e trasformata l'intera città in una sola "unità di lavoro" a carattere autogestionale. Ma certamente una figura molto più determinante della loro per l'affermazione della rivoluzione culturale era stata quella di Lin Biao, scomparso in un incidente aereo nel 1971. Il problema che negli anni settanta la rivoluzione culturale avesse fatto suo il motto "critichiamo Lin Biao critichiamo Confucio" (批林批孔S, pī Lín pī KǒngP) impedì però di associare Lin Biao alla Banda dei Quattro.
Il gruppo era ad ogni modo guidato da Jiang Qing, e consisteva di tre dei suoi stretti collaboratori, Zhang Chunqiao, Yao Wenyuan e Wang Hongwen. Altri due uomini, scomparsi nel 1976, Kang Sheng e Xie Fuzhi, furono indicati come facenti parte della "Banda". Anche Chen Boda e Mao Yuanxin, quest'ultimo nipote di Mao, erano considerati tra i più stretti collaboratori del gruppo. La maggior parte dei resoconti occidentali ritiene comunque che la leadership effettiva della Rivoluzione Culturale fosse composta da un gruppo più ampio, riferendosi prevalentemente ai membri del Gruppo Centrale della Rivoluzione Culturale.
Gli attacchi a Zhou Enlai, mascherati da una campagna "anticonfuciana", risalivano a dopo il X Congresso del Partito Comunista Cinese, durante il quale egli era riuscito a riportare Deng Xiaoping nella dirigenza dopo gli anni di allontanamento dal potere centrale. Negli ultimi mesi di vita Zhou riuscì a rafforzare il gruppo legato a Deng e, in seguito, a far nominare Hua Guofeng come suo successore alla presidenza del consiglio di stato e successore di Mao, direttamente da questo, nel partito. La scialba figura di Hua, pressoché sconosciuto prima e presto dimenticato poi, servì a creare quella tregua durante la quale fu preparata l'azione contro la Banda dei Quattro.
Esattamente come per Lin Biao nel 1971, la Banda dei Quattro fu accusata di preparare un colpo di Stato, questa volta fissato nel periodo successivo al 9 settembre 1976, giorno della morte di Mao. Il 6 ottobre 1976 Hua, annunciando il tentativo di colpo di Stato, fece arrestare i quattro e un certo numero di figure minori vicine alle loro posizioni. Nel 1981 i quattro furono processati, accusati di tutti gli eccessi della rivoluzione culturale e di attività anti-partito. Jiang Qing e Zhang Chunqiao furono condannati a morte (pena in seguito modificata in ergastolo), mentre a Yao Wenyuan e a Wang Hongwen furono dati venti anni di carcere. Nello stesso anno Hua Guofeng passava formalmente i poteri a Deng Xiaoping.

### Dopo il processo
Dopo il processo, i condannati vennero rinchiusi nella prigione di Qincheng, una prigione speciale che in particolare ospitava in condizioni privilegiate i membri caduti in disgrazia del Partito Comunista.
La moglie di Mao Zedong si suicidò impiccandosi nella sua cella nel 1991. Wang Hongwen morì di malattia in prigione nel 1992, Zhang Chunqiao nell'aprile 2005 a causa del cancro. Infine, Yao Wenyuan scomparve il 23 dicembre 2005 per complicazioni dovute al diabete. Chen Boda, condannato a 18 anni di prigione, fu rilasciato per motivi di salute e morì nel 1989.